# Gareth Evans
Gareth Evans (Londres, 12 de maio de 1946 – Oxford, 10 de agosto de 1980) foi um filósofo inglês da Universidade de Oxford durante os anos 1970.

## Vida
Gareth Evans estudou Filosofia, Política e Economia (Philosophy, Politics and Economics, PPE) no University College da Universidade de Oxford de 1964 a 1967. Seu tutor de filosofia era o filósofo Peter Strawson. Tornou-se um senior scholar em Christ Church, Oxford (1967-1968) e um Kennedy Scholar na Universidade de Harvard e na Universidade da Califórnia em Berkeley (1968-1969). Ele morreu em 1980, aos 34 anos de idade, de um câncer no pulmão. "Sua morte muito prematura foi, como a de Ramsey, uma grave perda para a filosofia britânica, diz o filósofo Gregory McCulloch no artigo "Gareth Evans" do Oxford Companion to Philosophy. Seus escritos coligidos (Collected Papers, 1985) e seu livro The Varieties of Reference (editado pelo amigo e filósofo John McDowell, 1982) foram publicados postumamente.

## Obra
Em sua breve carreira, Evans contribuiu substancialmente nos campos filosóficos da lógica, da metafísica, da filosofia da linguagem e da filosofia da mente. Além dos clássicos da filosofia analítica, Frege e Russell, os filósofos que mais o influenciaram foram Peter Strawson, Michael Dummett e John McDowell.
Evans fez parte do florescimento dos estudos filosóficos sobre a mente e a linguagem na Universidade de Oxford após 1970, sob a influência do filósofo estadunidense Donald Davidson, do seu conterrâneo Saul Kripke, e com a participação de filósofos como John McDowell, Christopher Peacocke e Crispin Wright. Ele foi um dos muitos filósofos britânicos que levaram adiante o projeto dos anos 1960 e 1970 de Davidson de desenvolver uma semântica formal para as línguas naturais, sendo o coeditor (ao lado de John McDowell) da coletânea sobre o tema Truth and Meaning. No artigo "The Causal Theory of Names" (1973) ele critica aspectos da teoria da referência de Saul Kripke e Keith Donnellan.
Sob a influência de Peter Strawson, Evans continuou a tradição dos estudos filosóficos de Oxford de investigar as condições para a objetividade do pensamento sob um viés kantiano.

### O livro póstumo
Seu livro póstumo The Varieties of Reference, ainda é muito influente nos estudos de filosofia da mente e filosofia da linguagem, desenvolve teses do filósofo e amigo John McDowell (editor do livro) sobre os pensamentos acerca de objetos singulares (por oposição às propriedades de objetos), tomando-os como modos especiais da mente vincular-se ao mundo. McDowell organizou e intitulou o trabalho inacabado de Evans, acrescentando apêndices escritos a partir das notas do autor.

#### O contexto
Até os anos 1960, a teoria da referência era dominada pela visão que o significado de um nome próprio é determinado pelo conjunto de descrições que definem unicamente seu objeto (descrições definidas). Assim, por exemplo, o significado do nome "Aristóteles", tal como utilizado para designar o filósofo Aristóteles da antiguidade, é determinado pelas descrições que delimitam unicamente essa pessoa, como: é o autor do De Caelo, foi discípulo de Platão, foi a principal influência filosófica de Tomás de Aquino, etc.
Essa era a visão de Russell sobre o significado dos nomes próprios, e por muito tempo se acreditou, equivocadamente, que essa era também a visão de Frege (se acreditava que aquilo que Frege chamava de Sinn (sentido) era uma descrição).
Todavia, a partir do trabalho de Ruth Marcus e de Saul Kripke, essa visão descritivista do significado dos nomes próprios deixou de ser prevalecente, pois eles mostraram que um nome refere-se ao que refere (caso tenha alguma referência) ainda que não satisfaça a uma ou mais descrições. Por exemplo, mesmo que se descubra que Aristóteles não escreveu o De Caelo, o nome "Aristóteles" ainda designaria o filósofo Aristóteles, apesar do nome não se adequar à descrição "o autor do De Caelo". A visão de Marcus e Kripke é conhecida como "nova" teoria da referência.

#### O projeto de Evans
Evans concede aos críticos do descritivismo que em geral os nomes próprios não têm significados descritivos (embora ele alegue que eles podem ter, em alguns casos), mas considera a "nova" teoria da referência exageradamente simples. Contra o que considera exageros dessa teoria, Evans defende o que ele chama de Princípio de Russell: uma pessoa não pode estar pensando em um objeto a não ser que saiba, de maneira não-trivial, sobre qual objeto está pensando. Para isso a pessoa precisa ter uma "concepção discriminante" do objeto.
Partindo da teoria de Russell, Evans defendeu que certos pensamentos sobre objetos singulares são tais que, caso o objeto não exista, não há pensamento. Ele chama tais pensamentos de pensamentos russellianos.
Para Evans, uma versão da "nova" teoria da referência está comprometida com o que ele chama de "modelo fotográfico" da representação, seguindo o qual se defende que "[…] os antecedentes causais da informação envolvida em um estado mental […] são suficientes para determinar a que objeto o estado diz respeito". Ora, o modelo fotográfico viola o Princípio de Russell, pois permite que se pense sobre um objeto sem que se tenha algum conhecimento discriminativo do mesmo. Por esse motivo, Evans rejeita essa versão da "nova" teoria da referência.
Evans alega que qualquer teoria causal, como a do Modelo Fotográfico, precisa ser restrita: é preciso considerar, um a um, os vários tipos de pensamentos russellianos que se pode ter sobre objetos, e especificar em cada caso que condições devem ser satisfeitas para que eles satisfaçam o Princípio de Russell. Somente sob tais condições pode-se ter um pensamento singular, isto é, sobre um objeto específico.
Em particular, Evans discute longamente o que ele chama de Restrição de Generalidade (Generality Constraint), uma proposta de análise da estrutura do pensamento:
[…] se um sujeito pode ser creditado com o pensamento que a é F, então ele deve ter os recursos conceituais para acolher o pensamento que a é G, para cada propriedade de ser G da qual ele tem uma concepção.
A Restrição de Generalidade requer que se alguém tem um pensamento (que John está feliz, por exemplo) sobre um objeto (John), então esse alguém deve ser capaz de conceber o objeto (John) com outras propriedades (tais como estar triste):
O pensamento que John está feliz tem algo em comum com o pensamento que Harry está feliz, e o pensamento que John está feliz tem algo em comum com o pensamento que John está triste.
Ele também defende uma leitura de Frege, em parte derivada do trabalho de Dummett, segundo a qual a noção fregeana de sentido (Sinn) não é equivalente a uma descrição, ao contrário do que defendem algumas teorias da referências descritivas e alguns críticos dessas teorias, como Kripke em Naming and Necessity.

#### Tipos de referência
O livro considera três tipos de referência a objetos, e apresenta diversas condições que precisam ser satisfeitas para que a referência ocorra.
Em primeiro lugar, ele considera a referência demonstrativa, na qual alguém fala ou pensa sobre um objeto perceptível nas próprias vizinhanças. Evans diz que tal tipo de referência pressupõe, entre outras coisas: ter uma concepção correta do tipo de objeto, a habilidade de conceber a si e ao objeto como localizados no espaço, a capacidade de orientar-se no espaço, e, em alguns casos, a sorte de ter um objeto que se mova em velocidade rastreável, dadas nossas capacidades cognitivas.

## Publicações selecionadas
- 1973, "The Causal Theory of Names," Aristotelian Society Supplementary Volume xlvii, pp. 187–208.
- 1975, "Identity and Predication," Journal of Philosophy lxxii, pp. 343–363.
- 1976(a), Truth and Meaning: Essays in Semantics (co-edited with John McDowell), Oxford: Oxford University Press.
- 1976(b), "Semantic Structure and Logical Form," in Evans and McDowell (eds.), 1976(a), pp. 199–222.
- 1977, "Pronouns, Quantifiers, and Relative Clauses" (I), Canadian Journal of Philosophy vii, pp. 467–536.
- 1978, "Can There Be Vague Objects?" Analysis Vol. 38, No. 4, p. 208.
- 1979, "Reference and Contingency," The Monist lxii, pp. 161–189.
- 1980, "Pronouns," Linguistic Inquiry xi, pp. 337–362.
- 1980, "Things Without the Mind," in Zak van Straaten (ed.), Philosophical Subjects: Essays Presented to P.F. Strawson, Oxford: Clarendon Press, pp. 76–116.
- 1981, "Understanding Demonstratives," in Herman Parret and Jacques Bouveresse (eds.), Meaning and Understanding, Berlin and New York: De Gruyter, pp. 280–303.
- 1982, The Varieties of Reference (publicado postumamente, editado por John McDowell), Oxford: Oxford University Press.
- 1985, Collected Papers, Oxford: Oxford University Press.